# Budynek Urzędu Marszałkowskiego w Katowicach
Budynek Okręgowej Rady Związków Zawodowych (obecnie Urząd Marszałkowski Województwa Śląskiego) − budynek w śródmieściu Katowic, przy ul. Henryka Dąbrowskiego 23.
Gmach powstał w latach 1950−1954 w miejscu rozebranego w czasie II wojny światowej Muzeum Śląskiego (do użytku gmach oddano w 1955). Zaprojektowany przez arch: Henryka Buszko, Aleksandra Frantę i Jerzego Gottfrieda w stylu socrealistycznym.
W gmachu mieściły się Zarządy Główne ZZ Górników, Hutników i Chemików, Wojewódzka Rada ZZ i oddziały innych związków.
Obecnie mieszczą się w nim wydziały Urzędu Marszałkowskiego Województwa Śląskiego oraz samorządowe kolegium odwoławcze w Katowicach. Po południowej stronie gmachu znajduje się plac Bolesława Chrobrego z pomnikiem konnym Józefa Piłsudskiego, autorstwa Antuna Augustinčicia, odsłonięty w 1993.